# 馮凱文
馮凱文（Fung Hoi Man，1977年3月12日—），已退役香港足球運動員，持有亞洲足球A級教練牌照，現為香港甲組聯賽球隊凱景及賽馬會女子足球聯賽 (乙組)球隊凱景主教練，拔萃男書院足球隊主教練，香港理工大學男子足球隊主教練。

## 教練生涯

### 早期生涯
他於1997年開始執教賽馬會體藝中學的足球隊。 2000年，他同時執教拔萃男書院，帶領拔萃男書院在五年內從參與學界第三級賽事組別（D3）晉升至第一級賽事組別（D1），並在2003年獲得全港學校精英足球比賽冠軍，當時他們仍在學界第三級賽事組別競爭。  ⁣ ⁣由於他在執教生涯中的出色表現，香港丙級聯賽的深水埗邀請他擔任球會的主教練。 他在球會執教一個賽季後離開，隨後加入 香港08 擔任助理教練，與著名教練陳曉明合作。

### 南區足球會
他於2008年加入南區，擔任教練，與鄭少聰一起工作。 他帶領球會取得成功，首次領軍南區升上甲組，並在2011年贏得香港初級組銀牌冠軍。 南區在第一級聯賽的首個賽季表現出色，最終排名聯賽第四，獲得2012–13年香港甲組足球聯賽季後附加賽的參賽名額，並進入了香港高級組銀牌的半決賽。 他在賽季結束時獲得了年度最佳教練獎。 

### 理文足球會
馮在2014-15賽季後離開南區，隨後在元朗和流浪擔任主教練兩個賽季。 在理文造紙撤回對流浪的贊助以成立自己的香港超級聯賽俱樂部後，馮轉會至理文，擔任主教練馮嘉奇的助理。
在馮嘉奇辭職後，馮凱文於2018年4月10日被提升為共同主教練。

### 凱景
在2018年4月，香港甲組聯賽俱樂部凱景申請升級至2018–19 香港超級聯賽，儘管他們並未躋身自動升班的排名中。 這個足球會是由馮凱文及會長勞景祐於2015年共同創辦的，他們的申請獲得批准，馮凱文在6月確認將於2018-19賽季擔任全職主教練。 
2019–20球季，和富大埔在將帥離隊後，新季與郭嘉諾合作，以「雙教練」形式接掌球隊帥印。
2021年3月，馮凱文以教練身份重新接掌凱景，征戰香港甲組聯賽，並在2024-25賽季中取得第三名的好成績。

### 香港理工大學足球隊
在2024-25球季，馮凱文首次出任大學足球隊主教練，但在首年就帶領球隊在 中國香港大專體育協會男子足球比賽中勇奪冠軍。理工大學足球隊事隔6年後再度奪得大專盃冠軍。

### 女子足球
在2001年開始執教賽馬會體藝中學女子足球隊，並帶領球隊連續10年奪得學界足球比賽冠軍，完成10連霸偉業後離開球隊。
2004-05球季，擔任沙田體育會女子足球隊主教練，首季便帶領球隊奪得女子足球聯賽季軍。
2022年8月， 為凱景創辦人之一的馮凱文， 亦接任女子隊主教練一職， 隨後在2023-24及2024-25球季於賽馬會女子足球聯賽 (乙組) 奪得聯賽季軍。

## 榮譽
- NIKE CUP男子公開組神射手（2006年）
- 香港足球明星選舉最佳教練（2012–13）